# Amylase
Amylase is de naam voor een groep enzymen, die tijdens de spijsvertering de koolstofketens van zetmeel "in stukken knipt". De twee belangrijkste hoofdgroepen zijn α-Amylases en  β-Amylases. Alle amylases grijpen aan op de lineaire α-1,4-glycoside-polymeerbinding tussen de glucoses. Amylases komen zowel in het dieren- en plantenrijk als bij eencellige organismes voor.
Amylase is een hydrolase: een enzym dat hydrolyse als ontledingsmechanisme toepast. Hydrolyse is een ontledingsreactie waarbij een watermolecuul reageert met een molecuul van de te ontleden stof. Amylase katalyseert specifiek de ontleding van polysachariden. Amylase, toen nog diastase genoemd, werd in 1833 ontdekt door de Franse chemicus Anselme Payen die het uit een moutoplossing isoleerde. Diastase was het allereerste enzym dat werd ontdekt en was het startpunt van de moderne enzymchemie.

## Soorten

### α-Amylase
Alfa-amylase splitst de α(1-4)-glycosidische bindingen van zetmeelpolymeer op naar een korte vertakte keten dextrine en daaruit naar verdere afbraakproducten maltose en andere oligosachariden en het monomeer glucose. In de mond wordt alfa-amylase (=ptyaline) uitgescheiden door speekselklieren. Deze amylase heeft als product voornamelijk maltose, daarom werd lang de naam β2-amylase gebruikt. In de maag wordt alfa-amylase geïnactiveerd door de zure pH. In de twaalfvingerige darm wordt het zetmeel afgebroken door een alfa-amylase uit de pancreas. Deze heeft een andere ruimtelijke structuur dan de amylase in speeksel.

### β-Amylase
Bèta-amylase zorgt ervoor dat er telkens een maltosemolecuul, een keten van twee glucosemoleculen, wordt afgesplitst. Dit proces vindt onder andere plaats tijdens het kiemen van zaden. Vandaar de triviale naam "moutsuiker" voor maltose: tijdens het mouten van gerst in het brouwproces van bier ontstaat maltose.

### γ-Amylase
Alternatieve namen: Glucan 1,4-α-glucosidase; amyloglucosidase; Exo-1,4-α-glucosidase; glucoamylase; lysosomal α-glucosidase; 1,4-α-D-glucan glucohydrolase.
Gamma-amylase verbreekt de laatste α(1-4)glycosidebindingen aan het niet-reducerende uiteinde van amylose en amylopectine, wat glucose oplevert. Gamma-amylase splitst α(1-6)-glycosidebindingen. In tegenstelling tot andere vormen van amylase, werkt γ-amylase het best in een zure omgeving, met een pH-optimum van 3.

## Werking
bij planten
Amylase wordt in veel planten aangemaakt tijdens het rijpingsproces van fruit. Hierbij worden mono- en disachariden gevormd, waardoor de vruchten zoeter worden. Amylase speelt een belangrijke rol bij het afbreken van zetmeel, de reserverbrandstof, tijdens de kieming, ter ondersteuning van de groei van wortels en bladeren. Daarnaast komt amylase in het blad vrij na de winterrustperiode, voor de fotosynthese begint. 
bij mens en dier
Er zijn twee soorten enzymen, ook wel iso-enzymen genaamd, werkzaam bij mens en dier: pancreasamylase en speekselamylase. Ze splitsen moeilijk opneembare moleculen in makkelijk opneembare suikers; dit gebeurt bij de meeste zoogdieren in de mond, slokdarm en dunne darm. De bij, bijvoorbeeld, zet met behulp van amylases sachariden om in honing.

## Genetica (mens)
Alle amylasen worden gecodeerd door genen op het chromosoom 1q21.

## Toepassingen
in de Levensmiddelentechnologie
Amylase wordt gebruikt bij onder meer bierbrouwen. Hierbij zet het enzym, dat natuurlijk in graan voorkomt, zetmeelmoleculen in suikers om. Dit proces heet maischen.
Amylase dient ook als hulpmiddel voor het laten rijzen van bakproducten als brood. Hierbij wordt het zetmeel omgezet in suikers, die vervolgens door gist worden omgezet in onder andere koolstofdioxide, dat het rijzen veroorzaakt.
Zetmeel wordt door de zetmeelindustrie afgebroken tot glucosestroop met behulp van amylase.
in overige toepassingen
Amylase wordt toegevoegd aan wasmiddelen en afwasmiddelen voor de vaatwasser om zetmeel sneller te verwijderen, en aan diervoeders om de vertering te versnellen.
in de Klinische chemie
Alvleesklier
In het bloedplasma kan altijd een geringe amylase-activiteit worden gemeten. Bij acute ontsteking van het alvleesklier kan deze amylase-activiteit aanzienlijk toenemen. Dat gebeurt door lekkage van amylase uit de beschadigde alvleeskliercellen naar het langsstromende bloed. Verhoogde amylase-activiteit in het bloedplasma kan dus wijzen op pancreatitis. Een nog specifiekere indicator voor pancreatitis is het enzym lipase. Zowel voor het opsporen van aandoening als voor het beoordelen van het verloop ervan is de meting van amylase-activiteit bruikbaar.
Gal
Aandoeningen van het galkanaal (Cholestase) beïnvloeden de amylasespiegel.
Nieren
Bij nierfalen wordt minder amylase uitgescheiden.